# Sadegh Omidzadeh
Sadegh Omidzadeh (en persa: صادق امیدزاده‎; Irán, siglo XX-Mezzeh, Siria, 20 de enero de 2024), también conocido como Hojatollah Omidvar (en persa: حجت الله امیدوار‎), fue un general iraní y jefe de la unidad de inteligencia de la Fuerza Quds en Siria. Murió en un ataque aéreo israelí durante la guerra entre Israel y Gaza.

## Carrera Militar
El 14 de agosto de 2012, Omidzadeh, junto con otros funcionarios iraníes, fueron capturados por la oposición siria armada en las cercanías del Aeropuerto Internacional de Damasco, para después ser puesto en libertad tras los esfuerzos de mediación de Catar. 
En junio de 2023, surgieron informes que indicaban que Omidzadeh estaba planeando ataques contra las fuerzas estadounidenses estacionadas en el norte de Siria y áreas controladas por la oposición. Su enfoque específico involucró atacar vehículos blindados Humvee y Cougar (vehículo movilidad de infantería y protegido contra emboscadas) estadounidenses dentro del territorio sirio.

## Fallecimiento
El 20 de enero de 2024, Omidzadeh, junto con otros cuatro funcionarios iraníes, Ali Aghazadeh, Saeed Karimi, Hossein Mohammadi  y Mohammad Amin Samadi, murió durante un bombardeo israelí.

### Ataque
El ataque, con misiles guiados de precisión, ha arrasado un edificio de varias plantas en el barrio de Mazzeh de la capital siria que forma parte de los llamados territorios sirios y utilizado por asesores iraníes que apoyan al gobierno del presidente Bashar al-Ásad en la guerra civil siria, el mismo se ha producido horas después de un ataque contra una base estadounidense en Irak, aumentando las tensiones en la zona.
Los ataques aéreos israelíes, según informó el Observatorio Sirio de Derechos Humanos, provocaron la destrucción completa del edificio, lo que provocó la muerte de al menos 10 militares.
Su muerte ocurrió menos de un mes después de que Israel asesinara a otro general iraní de alto rango, Razi Mousavi, en Damasco, y dos semanas después del asesinato de Saleh al-Arouri en Beirut.

## Reacciones
Irán atribuyó a Israel el bombardeo que mató en Damasco a cuatro oficiales del Cuerpos de la Guardia Revolucionaria Islámica e indicó que "se reserva el derecho de responder" a ese ataque. El portavoz de la cancillería iraní, Naser Kanani, precisó y advirtió que las represalias llegarían "en el momento y el lugar adecuados" y acusó a Israel de provocar llevar a la región a la inestabilidad e inseguridad.